# 陳訓昶
陳訓昶（1887年—1946年），字仲章，福建省福州長樂縣人，宣統二年農科進士，曾留學日本學校。

## 生平
宣統二年(1910年)九月二日，內閣奉上諭：陳訓昶著賞給農科進士。
宣統三年(1911年)，授職翰林院編修。
民國1年（1912年）6月29日，派籌辦農林部農林調查委員會事務 。
民國1年（1912年）8月24日，任農林部僉事 。
民國3年（1914年）1月9日，任農商部技正 。
民國3年（1914年）2月23日，派東三省林務局主任 。
民國4年（1915年）3月5日，派籌備第一林業試驗場開辦事宜 。
民國4年（1915年）6月10日，改派第二林業試驗場場長 。
民國16年（1927年）11月10日，任農工部技正 。

## 家庭
子陳俊武，中國科學院化學部院士。长女陈舜英，女婿刘建勋。次女陳舜瑤，女婿宋平。